# Lycenchelys vitiazi
Lycenchelys vitiazi es una especie de pez de la familia de los Zoarcidae en el orden de los perciformes.

## Morfología
- Los machos pueden llegar a alcanzar los 8,5 cm de longitud total.[1][2]

## Hábitat
Es un pez de mar y de aguas profundas que vive hasta los 2450 m de profundidad.>

## Distribución geográfica
Se encuentra en el Pacífico noroccidental: Rusia.

## Observaciones
Es inofensivo para los humanos. 